# Criorhina
Criorhina là một chi ruồi trong họ Syrphidae.

## Hình ảnh

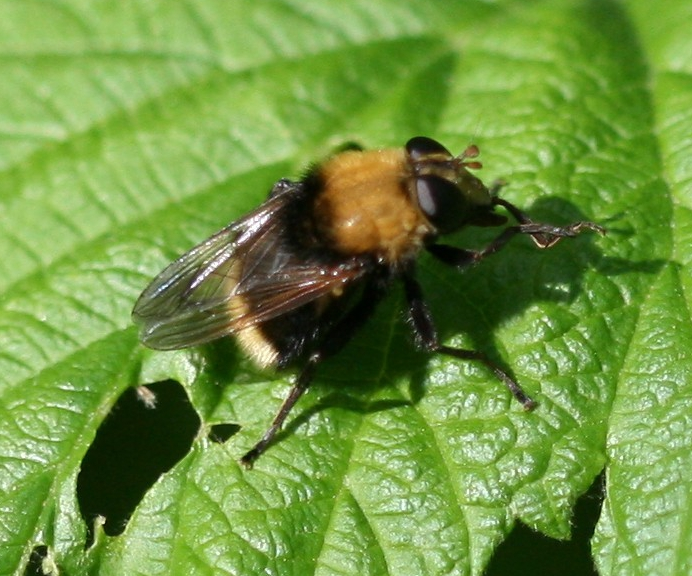
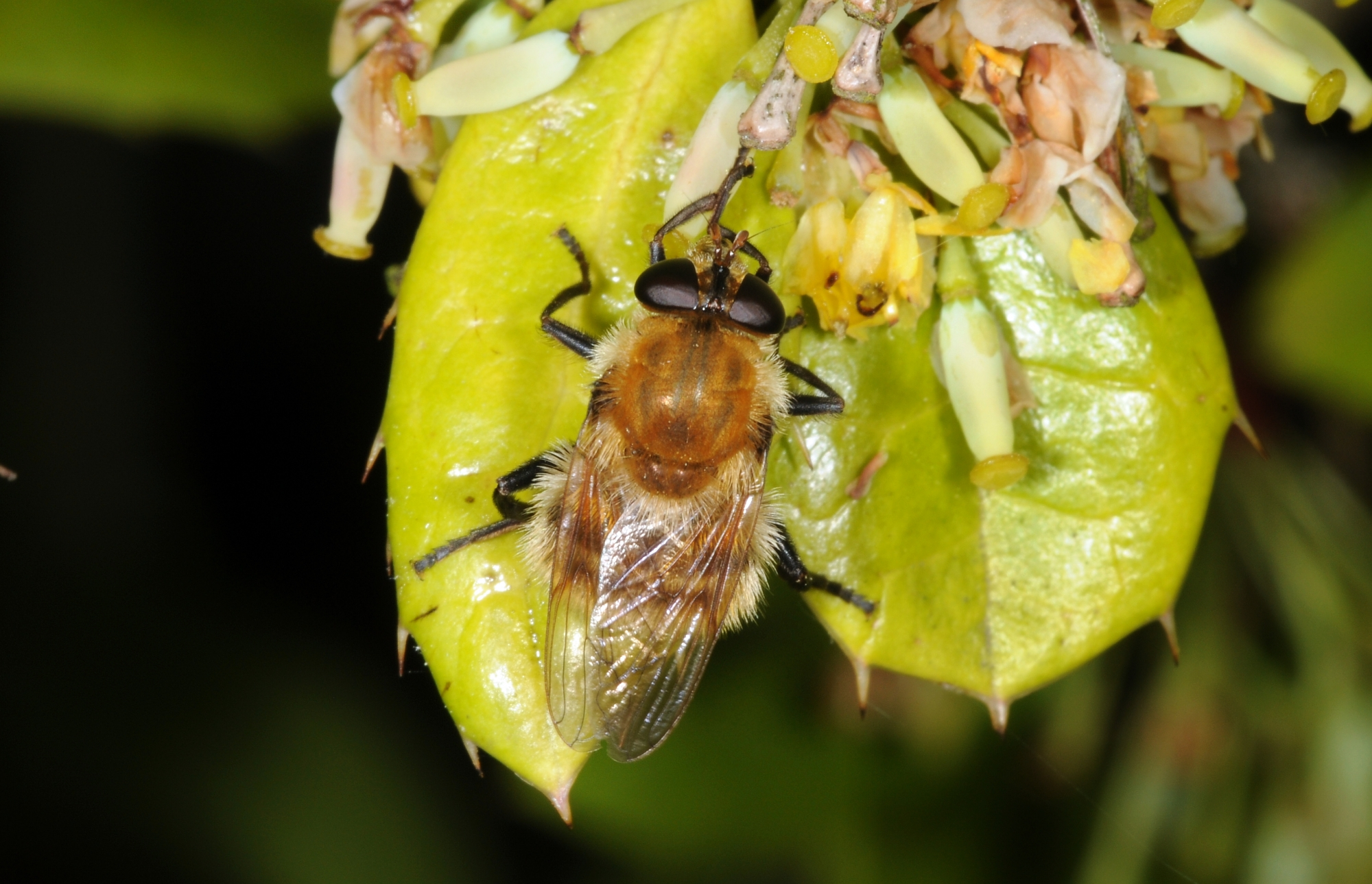